# 静岡・浜松大都市圏
静岡・浜松大都市圏（しずおか・はままつだいとしけん）とは、静岡市と浜松市の2つの政令指定都市を中心とした都市圏のこと。
「静岡・浜松大都市圏」という名称は国勢調査における統計上の地域区分を主に指す。
国勢調査における都市圏としては、当都市圏は三大都市圏、北九州・福岡大都市圏に次ぐ第5位の規模となっている。

## 概要
静岡市と浜松市は中心地が直線距離で70km弱離れており、歴史的にも静岡市は旧駿河国、浜松市は旧遠江国と別の国だったこともあり、それぞれが独自の都市圏を形成してきた。また、都市雇用圏（10% 通勤圏）においても、独立した都市圏として扱われている。
国勢調査の「（大）都市圏」は、中心市がお互いに近接している場合には、それぞれについて大都市圏を設定せずその地域を統合して一つの大都市圏とするという定義の為、ここでは統合された都市圏として扱われている。同様の大都市圏に北九州・福岡大都市圏、近畿大都市圏、関東大都市圏がある。

## 範囲
2015年（平成27年）国勢調査では、静岡市と浜松市が中心市に11市4町が周辺市町村に設定されている。
静岡･浜松大都市圏 (PDF, 1030KB) 
静岡県
- 富士宮市
- 島田市
- 富士市
- 磐田市
- 焼津市
- 掛川市
- 藤枝市
- 袋井市
- 湖西市
- 菊川市
- 牧之原市
- 吉田町
- 森町

愛知県
- 東栄町

山梨県
- 南部町

| 年     | 人口 （人） | 面積 (km2) | 人口密度 (人/km2) |
| ------ | ----------- | ---------- | ----------------- |
| 2010年 | 2,741,028   | 4,982      | 550               |
| 2015年 | 2,842,151   | 4,982      | 570               |
| 2020年 | 2,803,708   | 5,369      | 522               |